# حسین‌آباد ۱ (جیرفت)
حسین‌آباد ۱ یک روستا در ایران است که در شهرستان جیرفت استان کرمان واقع شده‌است.

## جمعیت
این روستا در بخش ساردوئیه قرار دارد و براساس سرشماری مرکز آمار ایران در سال ۱۳۸۵، جمعیت آن ۴۴ نفر (۱۰ خانوار) بوده‌است.